# 坦珀倫斯 (密歇根州)
坦珀倫斯（英語：Temperance）是位於美國密歇根州門羅縣貝德福德鎮區的一個普查規定居民點。

## 人口
根據2020年美國人口普查的數據，坦珀倫斯的面積為12.02平方千米，當中陸地面積為11.94平方千米，而水域面積為0.08平方千米。當地共有人口9188人，而人口密度為每平方千米764.39人。